# Socratisch coachen
Socratisch coachen is gebaseerd op de Rationeel Emotieve Therapie (de “RET”) en socratische vragen. Daarnaast worden technieken gehanteerd uit het oplossingsgericht coachen. Wat nieuw is, is de systematische verbinding tussen RET, socratische vragen en oplossingsgericht werken én het feit dat de principes van de RET vanuit de oorspronkelijk psychotherapeutische setting worden toegepast bij het coachen in werksituaties. De problemen hebben een ander karakter; de kracht van gedachten niet. Albert Ellis, ontwikkelde de RET als
behandelmethode sinds de jaren vijftig.

## Theoretische beschrijving
De RET pretendeert niet oorzaken ongedaan te maken, maar leert iemand adequaat met een probleem om te gaan door onderscheid te maken tussen dingen willen en dingen moeten. Uitgangspunt is dat niet de gebeurtenis zelf, maar de betekenis die iemand daaraan toekent, bepaalt wat iemand voelt of hoe hij handelt. Irrationele gedachten dragen bij aan emotionele problemen, zodat we die het best kunnen aanpakken door het denken te veranderen.
Irrationele gedachten zijn terug te voeren tot drie eisen:
- Ik moet (het goed doen, gewaardeerd worden)
- Anderen moeten (mij eerlijk en netjes behandelen)
- Het leven moet (aangenaam en comfortabel zijn).

Coach en coachee onderzoeken de gebeurtenis, gevoel, gedrag en onderliggende gedachten. Irrationele gedachten worden “uitgedaagd”: op houdbaarheid getoetst.
Als de coachee de irrationele overtuigingen kan omzetten in rationeel denken wordt aan nieuw gedrag gewerkt.
Socratisch coachen volgt de fasen in de RET, terwijl socratische vragen systematisch door het hele proces worden ingezet. De coachee is zelf actief: hij weet zelf het beste wat goed voor hem is. Zelfwerkzaamheid en zelfmanagement staan centraal in deze methode.

## Wat maakt een vraag tot een goede socratische vraag?
Socrates had het talent om te luisteren en spontaan door te vragen. Zo ontdekte de ander zelf of zijn mening stand hield. Socratische vragen zijn kritische, korte vragen die direct inhaken op wat de coachee zegt. Ze helpen de coachee bij een goede beeldvorming, om het probleem in een nieuw perspectief te plaatsen zodat hij zijn mening opnieuw kan bepalen.
Socratische vragen zijn te onderscheiden naar begripsverhelderende, toetsende en hypothetische vragen. In de beeldvormende fase, waarin we gebeurtenis, gedachten, voelen en handelen opsporen, worden begripsverhelderende vragen gesteld: “wat maakt het zo lastig?”. Bij de beeldvorming, maar zeker bij het uitdagen, gebruiken we toetsende vragen: “klopt het? Helpt het?”. Bij het omzetten van irrationele naar rationele gedachten helpen de hypothetische vragen om nieuwe mogelijkheden te ontdekken.
Als de coach de vragen stelt vanuit een oprecht niet-weten (‘socratische onwetendheid’) komen ze dichtbij, op een niet bedreigende manier. Dat gebeurt als de coach de ander wil begeleiden bij het ontdekken en zo nodig bijstellen van zijn mening: "guided discovery" (Christine Padesky). Zodra een coach de coachee naar een oplossing wil loodsen ("changing minds" - Christine Padesky) worden zulke vragen als dwingend ervaren met een afweerreactie als gevolg. Een coach krijgt het antwoord dat hij verdient.

## Praktijk
Socratisch coachen is in twee situaties bij uitstek effectief.
De eerste situatie doet zich voor als de coachee generaliserende uitspraken doet, waarin al een oordeel verpakt zit. Dit kunnen expliciete uitingen van irrationele gedachten zijn, maar ook uitspraken in termen van moeten / eisen, van beelden, vooronderstellingen en aannames. Als iemand moedeloos zegt: “De cultuur hier verander je toch niet!”, helpen reguliere gesprekstechnieken meestal niet veel verder. Dat zijn de momenten om met begripsverhelderende of toetsende vragen te onderzoeken wat iemand bedoelt, en vooral: wanneer dat wel of niet opgaat en voor wie. Als de coach niets vanzelfsprekend vindt, maar vraagt naar verheldering of toetst, gaat de coachee openingen zien en zelf zijn beeld nuanceren.
De tweede situatie doet zich voor als een coachee zelf geen probleem ervaart of zich gestuurd voelt. Socratisch coachen helpt dan om diegene verantwoordelijkheid te laten nemen voor de oplossing.
Uitgangspunt is dat de coachee competent is: vanuit zijn achtergrond kan hij niet anders dan die situatie waarnemen en interpreteren zoals hij dat doet.